# Scheibenwelt-Romane

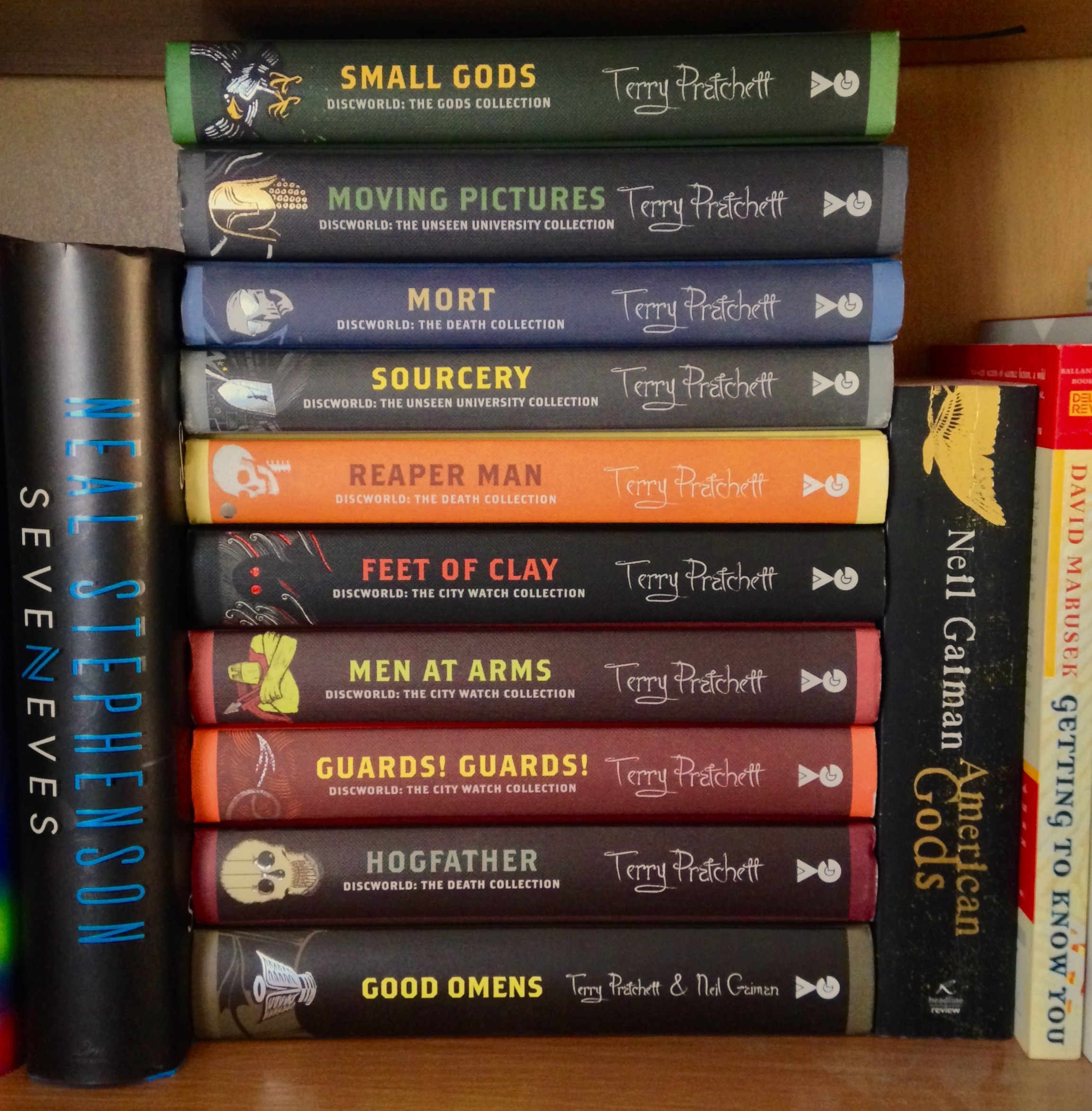
Bücher aus der Reihe

Die Scheibenwelt-Romane sind eine Romanreihe von Terry Pratchett, die auf der fiktiven Scheibenwelt spielen. Von 1983 bis Ende 2015 erschienen 41 Romane, die alle ins Deutsche übertragen wurden. Hier folgt eine Auflistung der deutschen Erstveröffentlichungen, jedoch in der Reihenfolge des Erscheinens der englischen Originale. Diverse Sammelbände werden nicht erwähnt.
Die deutschen Übersetzungen stammen zum größten Teil von Andreas Brandhorst, ab „Schöne Scheine“ wurden die Romane dann von anderen Übersetzern übertragen. Über die Probleme in der deutschen Übersetzung gibt es einen Abschnitt im Artikel Scheibenwelt. Im Rahmen einer Neuveröffentlichung werden die Romane von verschiedenen Übersetzern sukzessive neu bearbeitet.

## Liste der Romane
| Legende                                                    |
| ---------------------------------------------------------- |
| Illustrierte Romane                                        |
| Mit „Ein Märchen von der Scheibenwelt“ untertitelte Romane |

| Nr. | Deutscher Titel                     | Originaltitel                                | Jahr | Klassifizierung                 | ISBN Deutsche Ausgabe                                    | Motive | Weiteres |
| --- | ----------------------------------- | -------------------------------------------- | ---- | ------------------------------- | -------------------------------------------------------- | --- | --- |
| 01  | Die Farben der Magie                | The Colour of Magic                          | 1983 | Rincewind                       | Heyne, 1992, ISBN 3-453-05860-7                          | Fantasy-Klischees, Rollenspiele, Raumfahrt, Tourismus, Versicherungen | Ist auch bereits 1985 in Übersetzung von Dagmar Hartmann unter dem Titel Die Farben der Fantasie ISBN 3-442-23869-2 veröffentlicht worden. Gibt es auch als Scheibenwelt-Comic und als ungekürztes Hörbuch, Sprecher: Volker Niederfahrenhorst, Random House Audio, 2013, ISBN 978-3-8371-2069-1. Wurde zusammen mit „Das Licht der Phantasie“ für SkyOne als Zweiteiler unter dem Titel The Color of Magic – Die Reise des Zauberers verfilmt und am 23. und 24. März 2008 erstausgestrahlt; in Deutschland sind beide Teile zusammen seit dem 9. Oktober 2008 auf DVD erhältlich und wurden am 11. Juli 2009 von RTL erstmals im deutschen Fernsehen gezeigt. |
| 02  | Das Licht der Phantasie             | The Light Fantastic                          | 1986 | Rincewind                       | Heyne, 1989, ISBN 3-453-03450-3                          | Fantasy-Klischees, Conan der Barbar, Apokalypse | Gibt es auch als Scheibenwelt-Comic; auch als (gekürztes) Hörbuch, Sprecher Sebastian Krumbiegel, ISBN 3-453-16589-6 und als ungekürztes Hörbuch, Sprecher: Volker Niederfahrenhorst, Random House Audio, 2013, ISBN 978-3-8371-2070-7. |
| 03  | Das Erbe des Zauberers              | Equal Rites                                  | 1987 | Hexen                           | Heyne, 1989, ISBN 3-453-03451-1                          | Fantasy-Klischees, Gleichberechtigung | Auch als Hörbuch, Sprecherin: Katharina Thalbach, ISBN 978-3-8371-3405-6; Übersetzt von Andreas Brandhorst |
| 04  | Gevatter Tod                        | Mort                                         | 1987 | Tod                             | Heyne, 1990, ISBN 3-453-04290-5                          | Tod und seine Personifizierung (Sensenmann) | Comic-Version: Mort. Der Scheibenwelt Comic (Mort. The Discworld [Big] Comic), illustriert von Graham Higgins. Goldmann, 1995, ISBN 3-442-30636-1; auch als Hörspiel: Gevatter Tod, Random House Audio, 2005, ISBN 3-89830-940-1, ungekürztes Hörbuch als Download, Sprecher: Volker Niederfahrenhorst |
| 05  | Der Zauberhut                       | Sourcery                                     | 1988 | Rincewind                       | Heyne, 1990, ISBN 3-453-04300-6                          | Fantasy-Klischees, Raumfahrt, Atomkrieg, Apokalypse, Science-Fiction-Klischees | Auch als Hörbuch, Sprecher: Volker Niederfahrenhorst |
| 06  | MacBest                             | Wyrd Sisters                                 | 1988 | Hexen                           | Heyne, 1992, ISBN 3-453-05408-3                          | Shakespeare, vor allem Macbeth und Hamlet sowie Märchen allgemein und Grimms Märchen im Speziellen | Auch als Hörbuch (gekürzte und ungekürzte Fassung) mit Katharina Thalbach |
| 07  | Pyramiden                           | Pyramids                                     | 1989 | Diverse                         | Heyne, 1991, ISBN 3-453-04505-X                          | Schulgeschichten, Fahrprüfungen, Ägyptische Mythologie, Quantenmechanik, ägyptische Geschichte (Ptolemäer), Antike, Traditionalisten vs. Erneuerer                                                                | Auch als Hörspiel: Pyramiden, Lübbe, 2006, ISBN 3-7857-3131-0, als ungekürztes Hörbuch (download), Sprecher: Volker Niederfahrenhorst, ISBN 978-3-8371-3849-8 |
| 08  | Wachen! Wachen!                     | Guards! Guards!                              | 1989 | Stadtwache                      | Heyne, 1991, ISBN 3-453-05029-0                          | Monarchie, Polizeiromane, Hunde- (rsp. Drachen-) zucht, Märchen | Comic-Version: Wachen! Wachen! (Guards! Guards!), illustriert von Graham Higgins. Goldmann, 2002, ISBN 3-442-54533-1; auch als Hörspiel: Wachen! Wachen! Lübbe, 2004, ISBN 3-7857-1468-8, als ungekürztes Hörbuch (Download), Sprecher: Stefan Kaminski, ISBN 978-3-8371-1577-2 |
| 09  | Faust Eric                          | Faust Eric                                   | 1990 | Rincewind                       | Heyne, 1992, ISBN 3-453-06234-5                          | Goethes Faust, Dantes Inferno, Homers Ilias, Azteken | Auch als Hörbuch, Sprecher: Volker Niederfahrenhorst, ISBN 978-3-8371-4027-9. Illustriert von Josh Kirby |
| 10  | Voll im Bilde                       | Moving Pictures                              | 1990 | Ankh-Morpork                    | Goldmann, 1993, ISBN 3-442-41543-8 / 2011 Neuübersetzung | Filmgeschichte, Hollywood, Cthulhu-Mythos, Vom Winde verweht, Lassie, King Kong | Auch als ungekürztes Hörbuch-Download, Sprecher: Volker Niederfahrenhorst, 2018, ISBN 978-3-8445-3204-3; Neuübersetzung von Gerald Jung |
| 11  | Alles Sense                         | Reaper Man                                   | 1991 | Tod                             | Goldmann, 1994, ISBN 3-442-41551-9 / 2011 Neuübersetzung | Invasion von Außerirdischen, „Mann ohne Namen“-Western, Modernisierung (Einkaufszentren) | Auch als (gekürztes) Hörbuch, Sprecher: Rufus Beck, ISBN 3-86604-720-7, ungekürzt als Download, Sprecher: Volker Niederfahrenhorst; Neuübersetzung von Regina Rawlinson |
| 12  | Total verhext                       | Witches Abroad                               | 1991 | Hexen                           | Goldmann, 1994, ISBN 3-442-41557-8 / 2012 Neuübersetzung | Märchen (Aschenputtel in der Cinderella-Variante), Der Zauberer von Oz, Alice hinter den Spiegeln, Voodoo, Tourismus, Erzähltheorie                                                                               | Auch als (gekürztes) Hörbuch, Sprecherin: Katharina Thalbach, ISBN 3-86604-858-0; ungekürzt als Hörbuch, Sprecherin: Annette Frier; Neuübersetzung von Regina Rawlinson |
| 13  | Einfach göttlich                    | Small Gods                                   | 1992 | Diverse                         | Goldmann, 1995, ISBN 3-442-41566-7 / 2012 Neuübersetzung | Religion, Philosophie, Inquisition, Kreuzzüge, Griechische Philosophie | Neuübersetzung von Gerald Jung, auch als Hörbuch (Sprecher: Jens Wawrczek) |
| 14  | Lords und Ladies                    | Lords and Ladies                             | 1992 | Hexen                           | Goldmann, 1995, ISBN 3-442-42580-8 / 2013 Neuübersetzung | William Shakespeare (Ein Sommernachtstraum), UFOs, Märchen, Wicca, Moderne Physik (Paralleluniversen / Schrödingers Katze), Hans Christian Andersen                                                               | Auch als Hörspiel: Lords and Ladies, Lübbe, 2006, ISBN 3-7857-3212-0, ungekürztes Hörbuch als Download, Sprecherin: Katharina Thalbach |
| 15  | Helle Barden                        | Men at Arms                                  | 1993 | Stadtwache                      | Goldmann, 1996, ISBN 3-442-43048-8                       | Polizeiromane, Eigendynamik von Waffen, Rassenkonflikte, CPU, Dualsystem | Auch als (gekürztes) Hörbuch, Sprecher: Rufus Beck, ISBN 3-86604-861-0, ungekürztes Hörbuch, Sprecher: Volker Niederfahrenhorst, ISBN 3-86604-861-0 bzw. ISBN 978-3-86604-861-4 |
| 16  | Rollende Steine                     | Soul Music                                   | 1994 | Tod                             | Goldmann, 1996, ISBN 3-442-41589-6                       | Rockmusik und ihre Klischees, Musikindustrie, Elvis Presley, Buddy Holly, Punks, Jerry Lee Lewis | Auch als (gekürztes) Hörbuch (in der Reihe Rolling Stone Talking Books), Sprecher: Rufus Beck, ISBN 978-3-86604-574-3, ungekürztes Hörbuch als Download, Sprecher: Michael-Che Koch, ISBN 978-3-8371-1132-3 |
| 17  | Echt zauberhaft                     | Interesting Times                            | 1994 | Rincewind                       | Goldmann, 1997, ISBN 3-442-41599-3                       | Kaiserreich China, Abschließung Japans, Conan der Barbar, Kommunismus, Australien, Computer, Dschingis Khan | Auch als Hörbuch, Sprecher: Volker Niederfahrenhorst |
| 18  | Mummenschanz                        | Maskerade                                    | 1995 | Hexen                           | Goldmann, 1997, ISBN 3-442-41593-4                       | Oper, Das Phantom der Oper | Auch als (gekürztes) Hörbuch, Sprecherin: Katharina Thalbach, ISBN 3-86604-941-2 und (ungekürzt) als Audiobook bei audible, Sprecher: Volker Niederfahrenhorst |
| 19  | Hohle Köpfe                         | Feet of Clay                                 | 1996 | Stadtwache                      | Goldmann, 1998, ISBN 3-442-41539-X                       | Polizeiromane, Roboter, Golem-Mythos, Freiheit und Sklaverei | Auch als gekürztes 6 CD (ungekürzt als MP3-Download) Hörbuch, Sprecher: Rufus Beck, ISBN 3-8371-0787-6 |
| 20  | Schweinsgalopp                      | Hogfather                                    | 1996 | Tod                             | Goldmann, 1998, ISBN 3-442-41631-0                       | Weihnachten, Die unendliche Geschichte, Mythologie | Auch als zweiteiliger Fernsehfilm auf SkyOne in Großbritannien erschienen. Rechte von Pro7 gesichert. (Deutsche-Erstausstrahlung: 25. Dezember 2007); auch als (gekürztes) Hörbuch, Sprecher: Rufus Beck, ISBN 3-86604-721-5, Ungekürztes Hörbuch 2011 Sprecher: Volker Niederfahrenhorst |
| 21  | Fliegende Fetzen                    | Jingo                                        | 1997 | Stadtwache                      | Goldmann, 1999, ISBN 3-442-41625-6                       | Krieg, Diplomatie, Rassismus, Jingoismus, Erster Weltkrieg | Auch als Hörbuch, Sprecher: Volker Niederfahrenhorst |
| 22  | Heiße Hüpfer                        | The Last Continent                           | 1998 | Rincewind, Zauberer             | Goldmann, 1999, ISBN 3-442-41646-9                       | Action/Adventure, Australien, Zeitreisen | Auch als (gekürztes) Hörbuch, Sprecher: Rufus Beck, als ungekürztes Hörbuch, Sprecher: Volker Niederfahrenhorst |
| 23  | Ruhig Blut                          | Carpe Jugulum                                | 1998 | Hexen                           | Goldmann, 2000, ISBN 3-442-41652-3                       | Vampire, Religion, moderne Gesellschaft, Globalisierung, Political Correctness | Auch als (gekürztes) Hörbuch, Sprecherin: Katharina Thalbach, als ungekürztes Hörbuch, Sprecher: Volker Niederfahrenhorst |
| 24  | Der fünfte Elefant                  | The Fifth Elephant                           | 1999 | Stadtwache                      | Manhattan (Goldmann), 2000, ISBN 3-442-54509-9           | Diplomatie, osteuropäische Folklore und Literatur, Politische Verschwörungen, Wagner-Opern, Missbrauch und Funktionalisierung kultureller Differenzen                                                             | Auch als (gekürztes) Hörbuch, Sprecher Dirk Bach, ISBN 3-89830-127-3, ungekürzt als Download (und auf MP3-CD, ISBN 3-8371-1204-7, vergriffen), Sprecher: Michael-Che Koch |
| 25  | Die volle Wahrheit                  | The Truth                                    | 2000 | Ankh-Morpork                    | Manhattan (Goldmann), 2001, ISBN 3-442-54518-8           | Watergate, Zeitungen, Pulp Fiction | Auch als (gekürztes) Hörbuch, Sprecher Dirk Bach, ISBN 3-89830-275-X, ungekürzt als Download, Sprecher: Michael-Che Koch |
| 26  | Der Zeitdieb                        | Thief of Time                                | 2001 | Tod, Lu-Tze                     | Manhattan (Goldmann), 2002, ISBN 3-442-54528-5           | Tibet-Mythos, Martial-Arts-Filme, Wuxia, Chaos, Robotik und Logik, Quantenmechanik, Die Fab Four, Apokalypse, Momo, Matrix, Q, Zen, Reservoir Dogs                                                                | Auch als (gekürztes) Hörbuch, Sprecher Dirk Bach, ISBN 3-89830-419-1, ungekürzt als Download, Sprecher: Michael-Che Koch |
| 27  | Wahre Helden                        | The Last Hero                                | 2001 | Diverse                         | Manhattan (Goldmann), 2001, ISBN 3-442-54531-5           | Legenden, Prometheus, Apollo 13, Leonardo da Vinci, Armageddon, Schrödingers Katze | Illustriert von Paul Kidby, auch als Audible-Hörbuch, Sprecher Volker Niederfahrenhorst |
| 28  | Maurice der Kater                   | The Amazing Maurice and His Educated Rodents | 2001 | Diverse                         | Manhattan (Goldmann), 2004, ISBN 3-442-54570-6           | Beatrix Potter, Rattenfänger von Hameln, Rattenkönig, Mrs. Brisby und das Geheimnis von NIMH | Auch als Hörbuch, Sprecher Volker Niederfahrenhorst, erschienen bei audible, eine Computeranimierte Verfilmung erschien im Februar 2023 als Maurice der Kater |
| 29  | Die Nachtwächter                    | Night Watch                                  | 2002 | Stadtwache                      | Manhattan (Goldmann), 2003, ISBN 3-442-54536-6           | Polizeiromane, Historische Romane (vor allem Les Misérables), Zeitreisen, Französische Revolution, Peterloo-Massaker                                                                                              | Auch als (gekürztes) Hörbuch, Sprecher Peer Augustinski, ISBN 3-89830-608-9, ungekürzt als Download, Sprecher: Michael-Che Koch |
| 30  | Kleine freie Männer                 | The Wee Free Men                             | 2003 | Tiffany Weh                     | Manhattan, 2005, ISBN 3-442-54586-2                      | Folklore, Schottische Mythen à la Braveheart und Highlander, Zeichnungen von Richard Dadd | Auch als (gekürztes) Hörbuch, Sprecher Boris Aljinovic, ISBN 3-86604-094-6, ungekürzt als Download, Sprecher: Michael-Che Koch |
| 31  | Weiberregiment                      | Monstrous Regiment                           | 2003 | Diverse, Stadtwache             | Manhattan, 2004, ISBN 3-442-54564-1                      | Jeanne d’Arc, Erster Weltkrieg, Agentenfilme, Koalitionskriege, Cross-Dressing, Feminismus, Kriegsberichterstatter, Kriegseuphorie, Patriotismus, George Farquhar: The Recruiting Officer, „männliches“ Verhalten | Auch als (gekürztes) Hörbuch, Sprecher Volker Niederfahrenhorst, ISBN 978-3-8371-4205-1, ungekürzt als download (selber Sprecher): ISBN 978-3-8371-4205-1 |
| 32  | Ein Hut voller Sterne               | A Hat Full of Sky                            | 2004 | Tiffany Weh                     | Manhattan, 2006, ISBN 3-442-54608-7                      | Geschichte und Folklore über Hexen in Großbritannien, Aliens | Auch als (gekürztes) Hörbuch, Sprecher Boris Aljinovic, ISBN 3-86604-095-4, ungekürzt als Download, Sprecher: Michael-Che Koch |
| 33  | Ab die Post                         | Going Postal                                 | 2004 | Ankh-Morpork, Feucht von Lipwig | Manhattan, 2005, ISBN 3-442-54565-X                      | Geschichte der Post, Internet, Optischer Telegraf, Hacking, Organisiertes Verbrechen, Monopol, Turbokapitalismus, The Smoking Gun, Robotergesetze, Philatelie                                                     | Als zweiteiliger Fernsehfilm von Sky 2010 verfilmt; auch als (gekürztes) Hörbuch, Sprecher Peer Augustinski, ISBN 3-86604-036-9 und (ungekürzt), Sprecher Michael-Che Koch |
| 34  | Klonk!                              | Thud!                                        | 2005 | Stadtwache                      | Manhattan, 2006, ISBN 3-442-54616-8                      | Polizeiromane/Krimi, Sakrileg, Psychothriller (Rassismus, Integrationsprobleme, fremde Kulturen) | Auch als (gekürztes) Hörbuch, Sprecher Boris Aljinovic, ISBN 3-86604-331-7. Ungekürztes Hörbuch, Sprecher: Michael-Che Koch, ISBN 978-3-8371-1131-6 |
| 35  | Der Winterschmied                   | Wintersmith                                  | 2006 | Tiffany Weh                     | Manhattan, 2007, ISBN 3-442-54619-2                      | Hexen, Jahreszeiten, griechische Mythologie (Persephone, Hades etc.) | Auch als (gekürztes) Hörbuch, Sprecher Boris Aljinovic, ISBN 3-86604-493-3. Ungekürztes Hörbuch, Sprecher: Michael-Che Koch, ISBN 978-3-8371-1560-4 |
| 36  | Schöne Scheine                      | Making Money                                 | 2007 | Ankh-Morpork, Feucht von Lipwig | Manhattan, 2007, ISBN 3-442-54631-1                      | Bankenwesen (John Law of Lauriston und die Banque Royale), Sklaverei, Schizophrenie | Übersetzt von Bernhard Kempen; auch als (gekürztes) Hörbuch, Sprecher Boris Aljinovic, ISBN 3-86604-691-X. Ungekürztes Hörbuch, Sprecher: Michael-Che Koch, ISBN 978-3-8371-1557-4 |
| 37  | Der Club der unsichtbaren Gelehrten | Unseen Academicals                           | 2009 | Zauberer                        | Manhattan, 2009, ISBN 978-3-442-54673-2                  | Fußball, Mode, Orks, Vorurteile | Übersetzt von Gerald Jung; auch als gekürztes Hörbuch auf CD und ungekürzt als MP3-Download, Sprecher Boris Aljinovic, ISBN 3-8371-0402-8 |
| 38  | Das Mitternachtskleid               | I Shall Wear Midnight                        | 2010 | Tiffany Weh                     | Manhattan, 2011, ISBN 978-3-442-54638-1                  | Hexenverfolgung, Gut und Böse | Übersetzt von Regina Rawlinson, auch als Hörbuch, Sprecher Boris Aljinovic (gekürzt), Michael-Che Koch (ungekürzt), |
| 39  | Steife Prise                        | Snuff                                        | 2011 | Stadtwache                      | Manhattan, 9/2012, ISBN 978-3-442-54705-0                | Landleben, Goblins, Rassismus (Speziesismus), Sklaverei, soziale Normen | Übersetzt von Gerald Jung, auch als Hörbuch, Sprecher Jens Wawrczeck, ISBN 978-3-86717-884-6 |
| 40  | Toller Dampf voraus                 | Raising Steam                                | 2013 | Ankh-Morpork, Feucht von Lipwig | Manhattan, 11/2014, ISBN 978-3-442-54751-7               | Eisenbahn, Fanatismus, Terrorismus, Emanzipation | Als Nebenfiguren kommen fast alle bislang bedeutenden bekannten Figuren (einschließlich mehrerer Zauberer und Angehöriger der Wache) aus Ankh-Morpork vor. Auch als Hörbuch, Sprecher Jens Wawrczeck |
| 41  | Die Krone des Schäfers              | The Shepherd's Crown                         | 2015 | Tiffany Weh                     | Manhattan, 11/2015, ISBN 978-3-442-54770-8               | – | Auch als Hörbuch, Sprecher: Volker Niederfahrenhorst |

## Klassifizierungen und Lesereihenfolgen
Die auf der Scheibenwelt angesiedelten Romane lassen sich nach den jeweiligen Hauptfiguren grob in folgende Bereiche einteilen:
- die Zauberer-Geschichten,
  - die Rincewind-Geschichten,
  - die Unsichtbare-Universität-Geschichten,
- die Hexen-Geschichten,
  - Oma-Wetterwachs-Geschichten,
  - Tiffany-Weh-Geschichten,
- die Tod-Geschichten,
  - die reinen Tod-Geschichten,
  - die Susanne-von-Sto-Helit-Geschichten,
- die Ankh-Morpork-Geschichten,
  - die Stadtwache-Geschichten,
  - die Unsichtbare-Universität-Geschichten,
  - die Feucht-von-Lipwig-Geschichten und
- sonstige Romane.

Eine vorgeschriebene Lektürefolge gibt es nicht, aber es empfiehlt sich zumindest die Tiffany-Weh-Pentalogie, eine Unterabteilung in den Hexengeschichten, in der Reihenfolge ihres Erscheinens zu lesen. Wer Wert darauf legt, die Entwicklung von Oma Wetterwachs nachzuvollziehen, sollte die Hexen-Geschichten mit Das Erbe des Zauberers beginnen. Auch bei den Geschichten um die Nachtwache ist das Nachvollziehen der Entwicklungen von Personen wie auch die größeren Entwicklungsstränge einfacher beim Lesen in Erscheinungsreihenfolge zu verstehen.

### Die Zauberer-Geschichten
Die Hauptfigur dieser Romane ist der unbegabte „Zaubberer“ („Wizzard“) Rincewind. Trotz oder wegen seiner erwiesenen Unfähigkeit überlebt er die unvorstellbarsten Ereignisse und nimmt des Öfteren großen Einfluss auf die Geschicke der Scheibenwelt. In den Rincewind-Geschichten spielen meistens auch die anderen Zauberer der Unsichtbaren Universität eine maßgebliche Rolle. Wegen seiner ungewöhnlichen Überlebensfähigkeit hat sich Rincewind zum heimlichen Hobby von Tod entwickelt und spielt zudem immer wieder wichtige Nebenrollen innerhalb der Tod-Geschichten.
Den Beginn der Rincewind- bzw. Zauberer-Reihe bildet der erste Scheibenwelt-Roman, Die Farben der Magie, gefolgt von Das Licht der Phantasie und Der Zauberhut. Weiter geht es mit Faust Eric, Echt Zauberhaft, Heiße Hüpfer und Wahre Helden. Das letzte Buch der Zauberer-Reihe ist Der Club der unsichtbaren Gelehrten. Voll im Bilde kann nicht so genau in diese Zauberer-Reihe eingeordnet werden. Der Roman Alles Sense! beinhaltet eine umfangreiche Nebenhandlung mit Windle Poons, Mustrum Ridcully, und dem Quästor. Ähnlich verhält es sich mit „Lords und Ladies“, wo Mustrum Ridcully, Ponder Stibbons und der Bibliothekar gewichtige Rollen übernehmen.

### Die Hexen-Geschichten
Hauptfiguren dieser Romane sind die Hexen von Lancre, als da wären: Esmeralda „Oma“ (auch „Esme“) Wetterwachs, Gytha „Nanny“ Ogg, und Magrat Knoblauch. Nachdem Magrat geheiratet hat und aus dem Zirkel austritt, kommt später Agnes Nitt alias Perdita X dazu. Die Geschichten um die junge Hexe Tiffany Weh bilden eine Untergruppe der Hexen-Reihe. Ihre Protagonistin und Oma Wetterwachs pflegen eine respektvolle Freundschaft zueinander.
Die Hexen-Geschichten beginnen mit Das Erbe des Zauberers und werden fortgeführt in MacBest, Total verhext, Lords und Ladies, Mummenschanz und Ruhig Blut.
Das erste Tiffany-Weh-Buch ist Kleine Freie Männer, gefolgt von Ein Hut voller Sterne, Der Winterschmied, Das Mitternachtskleid und Die Krone des Schäfers.

### Die Tod-Geschichten
Der Sensenmann, als anthropomorphe Personifikation des Todes, sein Pferd Binky, sein Butler und Majordomus Albert und der Rattentod sind die zentralen Figuren der ersten Tod-Romane. Später tritt seine Enkelin Susanne Sto Helit mehr in den Vordergrund. Seine Adoptivtochter Ysabell und sein Schwiegersohn Mort werden immer wieder erwähnt.
Die Tod-Geschichten beginnen mit Gevatter Tod, es folgen Alles Sense, Rollende Steine, Schweinsgalopp und Der Zeitdieb. Die Reihenfolge ist allerdings wenig zwingend, da Gevatter Tod auch einen direkten Bezug zu Rollende Steine hat und Alles Sense einen direkten zu Der Zeitdieb.
In allen Scheibenweltromanen bis auf Kleine Freie Männer und Steife Prise hat Tod stets markante Kurzauftritte.

### Die Stadtwache-Geschichten
Diese Romane verfolgen die wechselvolle Geschichte der Stadtwache von Ankh-Morpork. Hauptfiguren sind Kommandeur Samuel Mumm und seine Truppe: Fred Colon, Nobby Nobbs und der Adoptivzwerg Karotte Eisengießersohn. In späteren Romanen treten ihnen die Werwölfin Angua, der Troll Detritus, der Zombie Reg Schuh, die Vampirin Salacia von Humpeding sowie der weibliche Zwerg Grinsi Kleinpo zur Seite. In allen Stadtwache-Geschichten tauchen unweigerlich Lord Havelock Vetinari, der Patrizier von Ankh-Morpork, und häufig auch das Erfindergenie Leonard von Quirm auf.
Die Inspiration für Wachen! Wachen! kam Terry Pratchett beim Betrachten der Rolle von Wächtern in der klassischen Fantasy. Dort sind sie nur gesichtslose Schergen, deren Hauptaufgabe es ist, vom Helden getötet zu werden. Mit diesem Roman wollte er „den Wächtern einen Augenblick des Sonnenscheins gönnen, doch dann wurde ein ganzer Urlaub in den Tropen daraus“ (Zitat: Pratchett).
Das Grundgerüst der Stadtwachen-Geschichten bilden Wachen! Wachen!, Helle Barden, Hohle Köpfe, Fliegende Fetzen, Der fünfte Elefant, Die Nachtwächter und Klonk!. Den Abschluss bildet Steife Prise. In allen Stadtwache-Romanen finden sich Querverweise auf vorhergehende Romane dieser Reihe. Auch wenn es keinen direkten Zusammenhang gibt, erleichtern diese Querverweise doch eine Orientierung innerhalb der Romanzyklen. Nebenfiguren sind Mitglieder der Stadtwache in Mummenschanz, Die volle Wahrheit, Wahre Helden, Weiberregiment, Das Mitternachtskleid sowie Toller Dampf voraus. Kleinere Auftritte gibt es in Rollende Steine, Schweinsgalopp, Schöne Scheine und Der Club der unsichtbaren Gelehrten.

### Ankh-Morpork-Geschichten
Am Anfang der Buchreihe über die Scheibenwelt war Ankh-Morpork eine mittelalterliche Stadt, aber im Lauf der Zeit „modernisiert“ Terry Pratchett diese Stadt.
Die Tetralogie Die volle Wahrheit, Ab die Post, Schöne Scheine und Toller Dampf voraus bildet das Herzstück der Ankh-Morpork-Romane. Da eigentlich auch jeder Stadtwache-Roman seinen Beitrag zur Geschichte und Entwicklung Ankh-Morporks beiträgt, könnte man auch sie unter die Stadtromane einordnen.

### Sonstige Romane
Einige der Romane lassen sich nicht dem obigen Schema zuordnen, da keine der Hauptfiguren zentral auftritt, andere Geschichten passen in mehrere Kategorien.
So spielt Einfach göttlich beispielsweise in Omnien lange vor der Erzählgegenwart der anderen Romane und erklärt den Proselytismus der Omnianer; dieses Buch kann eigentlich zu jedem Zeitpunkt gelesen werden, da es vor allen anderen spielt und zu diesen keinen direkten Bezug hat. Einzig in Ruhig Blut wird in größerem Maße Bezug auf die Geschichte in Einfach göttlich genommen. Ein anderes Beispiel ist Das Weiberregiment, das in sich abgeschlossen ist, in dem aber Figuren aus Ankh-Morpork am Rande auftauchen, wie Otto Chriek oder Sam Mumm. Es ist sinnvoll – gerade in Bezug auf Otto Chriek und William de Worde – Das Weiberregiment nach Die volle Wahrheit zu lesen. Der chronologisch erste Roman, der eher für sich selbst steht, ist Pyramiden, der zwar in Ankh-Morpork beginnt, zum größten Teil aber in einem Scheibenwelt-Äquivalent des Alten Ägypten spielt. Voll im Bilde steht zwischen den Romanen, die der Zauberer-Reihe und der Ankh-Morpork-Reihe zuzuordnen sind.

### Die Gelehrten der Scheibenwelt
Die Bücher Die Gelehrten der Scheibenwelt, Die Philosophen der Rundwelt, Darwin und die Götter der Scheibenwelt und Mythen und Legenden der Scheibenwelt werden nicht zu den Scheibenwelt-Romanen gezählt. Diese werden im Hauptartikel Scheibenwelt behandelt.

## Kurzinfos zu den Büchern

### Die Farben der Magie
The Colour of Magic (so der englischsprachige Originaltitel) ist der erste Scheibenwelt-Roman und erzählt die Geschichten von Rincewind dem Zauberer und Zweiblum, dem ersten Touristen der Scheibenwelt. Die englische Version wurde im Jahr 1983 veröffentlicht, eine erste deutsche Version erschien im Jahr 1992. Orte der Handlung sind Ankh-Morpork und Krull.
Der Roman arbeitet sich an verschiedenen Themen ab, darunter: Fantasy-Klischees, Rollenspiele, Raumfahrt, Tourismus und Versicherungen.

### Das Licht der Phantasie
Englischer Titel: The Light Fantastic, ist der zweite Scheibenwelt-Roman. Er wurde 1986 veröffentlicht. In dieser einzigen echten Fortsetzungsgeschichte der Scheibenwelt werden Rincewind und Zweiblum durch eine komplette Neukonstruktion der Realität von der Unterseite der Welt in einen magischen Wald auf der Oberfläche versetzt. Ursache dieses schwerwiegenden Eingriffs ist die Notwendigkeit, alle acht Zaubersprüche des Oktav zur richtigen Zeit, wenn nämlich Groß A'Tuin zur Fortpflanzung schreitet, auszusprechen.

### Das Erbe des Zauberers
Englischer Titel: Equal Rites, ist der dritte Scheibenwelt-Roman. Er wurde 1989 auf Deutsch veröffentlicht. Der Titel des Originals paraphrasiert die Forderung nach equal rights („gleiche Rechte“, in diesem Fall Gleichberechtigung der Geschlechter).
Die Geschichte führt die Figur von Oma Wetterwachs ein. Sie muss sich um Ausbildung und Karriere von Eskarina Schmied, der ersten Zauberin der Scheibenwelt, kümmern.

### Gevatter Tod
Englischer Titel: Mort ist der vierte Scheibenwelt-Roman und der erste, der den Fokus auf Tod als wichtigem Protagonisten setzt. Er wurde 1987 veröffentlicht. Kurz gesagt, Tod nimmt sich einen Lehrling namens Mort und handelt sich reichlich Ärger ein. Der Titel des Originals Mort ist ein Wortspiel mit dem französischen mort, was „Tod“ bedeutet.

### Der Zauberhut
Englischer Titel: Sourcery ist der fünfte Scheibenwelt-Roman und macht den Leser mit dem Konzept der Kreativen Magie, als Quelle aller Magie, vertraut. Der minderjährige Münze, als wichtigster Protagonist, hat qua Geburt, als achter Sohn eines achten Sohnes eines achten Sohnes, Zugang zur Kreativen Magie. Das führt zwangsläufig zu Ärger mit den etablierten Zauberern. Der Zauberhut wurde 1988 veröffentlicht.

### MacBest
Englischer Titel: Wyrd Sisters ist der sechste Scheibenwelt-Roman und ermöglicht Oma Wetterwachs ihren zweiten Auftritt als wichtigste Protagonistin. Sie mischt sich massiv in Regierungsangelegenheiten und die Thronfolge ein. MacBest wurde 1988 veröffentlicht und nimmt nicht nur im Titel deutlichen Bezug auf William Shakespeares Macbeth.

### Pyramiden
Englischer Titel: Pyramids ist der siebte Scheibenwelt-Roman. Pyramiden wurde 1989 veröffentlicht und spielt eher in einer Sackgasse der Scheibenwelt, nämlich in Djelibeby, einem ziemlich wüsten Kleinstaat. Pteppic, der wichtigste Protagonist, ist eine der wenigen „Eintagsfliegen“ auf der Scheibenwelt. Er ist nur in diesem Werk präsent, wo er sich, nach beendeter Assassinenausbildung, als Nachfolger des Pharaos mit Dios, dem eigensinnigen und langlebigen Hohepriester herumschlagen muss.

### Wachen! Wachen!
Englischer Titel: Guards! Guards! ist der achte Scheibenwelt-Roman und der erste, der sich mit der Stadtwache von Ankh-Morpork befasst. Wachen! Wachen! wurde 1989 veröffentlicht. Die wichtigsten Protagonisten sind Hauptmann Mumm (ein Alkoholiker) und ein naiver Rekrut namens Karotte Eisengießersohn, die in den späteren Stadtwachenromanen ein kongeniales Duo bilden. In Wachen! Wachen! gilt es zunächst einmal, einen feuerspeienden Großen Drachen ruhigzustellen.

### Faust Eric
Englischer Titel: Faust Eric ist der neunte Scheibenwelt-Roman. Faust Eric paraphrasiert Goethes Faust und Dantes Inferno. Der Titelheld Eric versucht sich als Dämonenbeschwörer und ruft Rincewind hervor, der ihm die obligaten drei Wünsche erfüllen soll. Die versuchte Wunscherfüllung führt die beiden quer durch die Weltgeschichte, von der Eroberung Amazoniens über den Trojanischen Krieg bis zur Schöpfung und bringt sie schließlich in die Hölle.

### Voll im Bilde
Englischer Titel: Moving Pictures ist der zehnte Scheibenwelt-Roman. Voll im Bilde wurde 1990 veröffentlicht. Orte der Handlung sind Ankh-Morpork und ein nahe gelegener Flecken namens „Holy Wood“. Mustrum Ridcully wird, als Kanzler der Unsichtbaren Universität, in die Scheibenwelt eingeführt. Als maßgeblicher Protagonist hat er mit den Auswüchsen zu kämpfen, die die Erfindung des Stummfilms in der Realität hinterlässt. Unterstützt wird er von Victor und Ginger, den beiden Hauptdarstellern des Streifens Vom Winde weggeweht! Der Roman ist eine unterhaltsame Satire auf Hollywood und die Filmindustrie.

### Alles Sense
Englischer Titel: Reaper Man ist der elfte Scheibenwelt-Roman und wurde 1991 veröffentlicht. Eine Verschwörung der Revisoren sorgt dafür, dass der Tod der Scheibenwelt plötzlich sterblich ist. Bis zum Eintreffen eines Nachfolgers stellt Tod die Arbeit ein, was zu ernsten Verwicklungen führt. Die Lebensenergie staut sich an, was den frisch verstorbenen Zauberer Windle Poons ziemlich verärgert. Als Zombie wider Willen macht er dem Spuk schließlich ein Ende.

### Total verhext
Englischer Titel: Witches Abroad ist der zwölfte Scheibenwelt-Roman. Total verhext wurde 1991 veröffentlicht. Es gehört in die Reihe der Hexengeschichten. Die Gute Fee Desiderata Hohlig stirbt und überlässt ihren Zauberstab der jungen Hexe Magrat Knoblauch, – allerdings ohne Gebrauchsanweisung. In einem Begleitbrief weist sie Magrat an, nach Gennua zu reisen, um dort zu verhindern, dass ein bestimmter Prinz die Prinzessin heiratet. Dass eine gewisse Esmeralda Wetterwachs und ihre Freundin Nanny Ogg sie dabei unterstützen, lässt sich nicht verhindern.

### Einfach göttlich
Englischer Titel: Small Gods ist der dreizehnte Scheibenwelt-Roman. Einfach göttlich wurde 1992 veröffentlicht. Es erzählt die Geschichte des Gottes Om, seine Beziehung zum Reformer und Propheten Brutha und seine Nichtbeziehung zum Inquisitor Vorbis. Einfach göttlich arbeitet sich an Themen wie religiösen Institutionen, dem antiken Griechenland, der Bibliothek von Alexandria, Freiheit und Sklaverei, religiösem Fanatismus und Philosophie ab.

### Lords und Ladies
Englischer Titel: Lords and Ladies ist der vierzehnte Scheibenwelt-Roman. Lords und Ladies wurde 1992 veröffentlicht. Ort der Handlung ist Lancre. Lords und Ladies zählt zu den Hexengeschichten, demgemäß steht das Lancresche Hexentrio im Mittelpunkt und versucht die Hochzeit der jungen Magrat Knoblauch möglichst glatt über die Bühne zu bringen. Ein paar ungeladene Elfen haben etwas dagegen. Die Geschichte folgt in vielen Motiven Shakespeares Ein Sommernachtstraum.

### Helle Barden
Englischer Titel: Men at Arms ist der fünfzehnte Scheibenwelt-Roman. Helle Barden wurde 1993 veröffentlicht. Ort der Handlung ist Ankh-Morpork. Helle Barden gehört zu den Stadtwachen-Geschichten. Die Wache braucht neue Rekruten. Die Werwölfin Angua, der Troll Detritus und ein dritter Rekrut, der Zwerg Knuddel müssen sich mit den rätselhaften Opfern, die das Gfähr – eine neuartige Waffe – hinterlässt, beschäftigen. Für Knuddel bedeutet das letztlich den Tod, aber der Täter wird gefasst.

### Rollende Steine
Englischer Titel: Soul Music ist der sechzehnte Scheibenwelt-Roman. Rollende Steine wurde 1994 veröffentlicht. Ort der Handlung ist Ankh-Morpork, das Opfer des plötzlich grassierenden Rock-’n’-Roll-Fiebers ist.
Der junge Barde Imp Y Celyn gründet mit Lias, dem Troll, und dem Zwerg Glod Glodson die „Band Mit Steinen Drin“. Sie rocken die Stadt mit fast desaströsen Konsequenzen. Susanne Sto Helit, die Enkelin von Tod, spielt erstmals eine handlungstragende Rolle und ihr Großvater verhindert das Schlimmste.

### Echt zauberhaft
Englischer Titel: Interesting Times ist der siebzehnte Scheibenwelt-Roman. Echt zauberhaft wurde 1994 veröffentlicht. Ort der Handlung ist das Achatene Reich auf dem Gegengewichtskontinent. Echt zauberhaft gehört zu den Zauberergeschichten, weshalb Rincewind eine maßgebliche Rolle spielt. An seiner Seite Cohen der Barbar (welcher bereits in Das Licht der Phantasie mit Rincewind Bekanntschaft schließt), gemeinsam erobern sie den Achatenen Thron; gegen den erbitterten Widerstand des gerissenen Lord Hong.

### Mummenschanz
Englischer Titel: Maskerade ist der achtzehnte Scheibenwelt-Roman und wurde 1995 veröffentlicht. Ort der Handlung ist das Opernhaus von Ankh-Morpork. Mummenschanz gehört zu den Hexengeschichten. Nach dem Ausscheiden von Magrat Knobloch wollen Esme Wetterwachs und Nanny Ogg das Lancresche Hexentrio durch Agnes Nitt wieder komplettieren, die aber gerade versucht eine Karriere als Opernsängerin zu starten. Zu dritt klären sie nebenbei eine Mordserie im städtischen Opernhaus. Die Handlung lehnt sich eng ans Musical Das Phantom der Oper von Sir Andrew Lloyd Webber an.

### Hohle Köpfe
Englischer Titel: Feet of Clay ist der neunzehnte Scheibenwelt-Roman. Hohle Köpfe wurde 1996 veröffentlicht. Ort der Handlung ist Ankh-Morpork. Hohle Köpfe gehört zu den Stadtwachengeschichten. Samuel Mumm spielt deshalb eine prominente Rolle bei etlichen komplizierten polizeilichen Ermittlungen. Neben mehreren Morden, die man den Golems zur Last legt, wird Lord Vetinari, der Patrizier, Opfer einer heimtückischen Vergiftung. Erstmals werden Golems als eigenständige Ethnie eingeführt. Mit Dorfl tritt am Ende des Buches der erste Golem der Wache bei.

### Schweinsgalopp
Englischer Titel: Hogfather ist der zwanzigste Scheibenwelt-Roman. Schweinsgalopp wurde 1996 veröffentlicht. Ort der Handlung sind Ankh-Morpork und Umgebung. Die Revisoren geben bei der Assassinengilde den Mord am Schneevater in Auftrag. Herr Kaffeetrinken, ein selbst den Assassinen unheimlicher Assassine, ist nur zu gerne bereit diesen Job zu übernehmen. Tod und seine Enkelin Susanne Sto Helit spielen die prominenten Rollen bei der Rettung des Schneevaters und letztlich der ganzen Scheibenwelt.

### Fliegende Fetzen
Englischer Titel: Jingo ist der einundzwanzigste Scheibenwelt-Roman. Fliegende Fetzen wurde 1997 veröffentlicht. Orte der Handlung sind Ankh-Morpork und Klatsch. Das Auftauchen der versunkenen Insel Leshp zwischen den rivalisierenden Nationen Morpork und Klatsch, setzt diese Geschichte über Krieg, Rassismus, und nicht zuletzt PDAs, in Gang.
Kommandeur Mumm und die restliche Stadtwachen-Besatzung haben alle Hände voll zu tun, um einen grausamen Krieg zu verhindern.

### Heiße Hüpfer
Englischer Titel: The Last Continent ist der zweiundzwanzigste Scheibenwelt-Roman. Heiße Hüpfer wurde 1998 veröffentlicht. Ort der Handlung ist der Kontinent XXXX. Heiße Hüpfer gehört zu den Zauberer-Geschichten. Rincewind, der Erzkanzler und verschiedene andere Mitglieder des Lehrkörpers der Unsichtbaren Universität sind berufen, einen unvollendet gebliebenen Kontinent zu reparieren. Nebenbei machen sie, auf der Insel des Gottes der Evolution, leidvolle Erfahrungen mit aktivem Darwinismus. Der Leser lernt indes etwas über Australische Stereotype, die Outbacks, Zeitreisen, Evolution und moderne Management-Techniken.

### Ruhig Blut
Englischer Titel: Carpe Jugulum ist der dreiundzwanzigste Scheibenwelt-Roman. Ruhig Blut wurde 1998 veröffentlicht. Ort der Handlung ist Lancre. Dem Hexentrio Wetterwachs/Ogg/Nitt obliegt es, die vom König zur Kindstaufe eingeladenen modernen Vampire wieder loszuwerden. Moderner Vampyrismus, wie ihn Terry Pratchett in Ruhig Blut beschreibt, hat sich weiterentwickelt. Die Angst vor religiösen Symbolen, die Furcht vor Weihwasser oder die Lichtallergie wurden neu konditioniert. Das macht die Vampir-Bekämpfung erheblich komplizierter.

### Der fünfte Elefant
Englischer Titel: The Fifth Elephant ist der vierundzwanzigste Scheibenwelt-Roman. Der fünfte Elefant wurde 1999 veröffentlicht. Ort der Handlung ist Überwald. In diesem Roman führt Terry Pratchett die Klacker, das Langstrecken-Semaphoren-System, ein. Der fünfte Elefant gehört zu den Stadtwachen-Geschichten. Kommandeur Mumm und seine Gattin Lady Sybil reisen nach Bums zur Krönung des Niederen Königs der Zwerge. Die Aufdeckung einer großangelegten Verschwörung und die Sicherstellung der Steinsemmel, ohne die kein Niederer König regieren kann, sind der zentrale Handlungsstrang der Geschichte.

### Die volle Wahrheit
Englischer Titel: The Truth ist der fünfundzwanzigste Scheibenwelt-Roman. Die volle Wahrheit wurde 2000 veröffentlicht. Ort der Handlung ist Ankh-Morpork. Die volle Wahrheit führt die Figur von William de Worde in prominenter Rolle ein. Er wird Begründer der Times, der ersten Tageszeitung der Stadt. Probleme des investigativen Journalismus bei der Aufdeckung einer komplizierten Verschwörung gegen Lord Vetinari liefern dem frisch gebackenen Medienprofi reichlich Schreibstoff. Die offizielle Einführung der Druckpresse durch Gunilla Gutenhügel persifliert nominell den historischen Johannes Gutenberg.

### Der Zeitdieb
Englischer Titel: Thief of Time ist der sechsundzwanzigste Scheibenwelt-Roman. Der Zeitdieb wurde 2001 veröffentlicht. Orte der Handlung sind Ankh-Morpork und das Kloster Oi Dong in den Spitzhornbergen. Die Revisoren haben einen neuen perfiden Anschlag gegen das Lebendige initiiert. Susanne Sto Helit, Lu-Tze und Tod tun das jeweils Ihrige, um einen Stillstand der Zeit und damit das Ende der Zeitgeschichte zu verhindern. Die temporale Doppelperson Jeremy/Lobsang, zusammen der Sohn der Zeit, taucht nur in Der Zeitdieb auf.

### Wahre Helden
Englischer Titel: The Last Hero ist der siebenundzwanzigste Scheibenwelt-Roman und wurde 2001 in einem speziellen illustrierten Hardcover-Format veröffentlicht. Orte der Handlung sind Ankh-Morpork und Cori Celesti, der Sitz der Götter. Cohen der Barbar möchte den Göttern das Feuer zurückbringen, und zwar mit Zinsen. Diese an sich nette Idee würde das Ende der Scheibenwelt bedeuten, weshalb Leonard da Quirm, Hauptmann Karotte und Rincewind aufbrechen, um den Barbaren und seine Graue Horde (engl. Silver Horde) aufzuhalten.

### Maurice, der Kater
Englischer Titel: The Amazing Maurice and His Educated Rodents ist der achtundzwanzigste Scheibenwelt-Roman und war ursprünglich als fantastisches Kinderbuch konzipiert. Maurice, der Kater wurde 2001 publiziert. Ort der Handlung ist Bad Blintz, ein Kurort in Überwald. Maurice, der Kater ist die treibende Kraft hinter dem einträglichen Rattenfängertrick, mit dem er und ein Klan sprachfähiger, intelligenter Ratten die Kleinstädte der Scheibenwelt finanziell ausnimmt. In Bad Blintz aber läuft bereits, angezettelt von den ortsansässigen Rattenfängern und einem Rattenkönig, eine viel üblere Machenschaft. Maurice und seine Truppe legen ihnen das Handwerk und es gibt ein echtes Happy End, allerdings ohne Maurice. Seit 2023 existiert die computeranimierte Verfilmung Maurice der Kater.

### Die Nachtwächter
Englischer Titel: Night Watch ist der neunundzwanzigste Scheibenwelt-Roman. Die Nachtwächter wurde 2002 publiziert. Ort der Handlung ist Ankh-Morpork, allerdings in zwei Zeitebenen – Gegenwart und nähere Vergangenheit. Kommandeur Mumm bekommt die ganze Last der Geschichte zu spüren, als er, zufällig in die Vergangenheit versetzt, sich selbst ausbilden, eine Revolution in Gang bringen und einen Schwerverbrecher fangen muss. Noch etwas mehr Stress entsteht durch das Wissen, dass in der akuten Gegenwart Lady Sybil kurz vor der Niederkunft steht.

### Kleine freie Männer
Englischer Titel: The Wee Free Men ist der dreißigste Scheibenwelt-Roman. Kleine freie Männer wurde 2003 publiziert. Ort der Handlung ist das Kreideland. Kleine freie Männer gehört zu den Hexen-Geschichten. Die Hauptlast der Geschichte liegt auf den Schultern der neunjährigen Tiffany Weh, die das Kreideland vor einer Invasion durch die Feenkönigin bewahren muss. Nebenher befreit sie ihren kleinen Bruder Willwoll und Roland, den Sohn des Barons, aus den Händen des Feenvolkes. Es folgen noch vier weitere Tiffany-Weh-Romane: Ein Hut voller Sterne, Der Winterschmied, Das Mitternachtskleid und Die Krone des Schäfers.

### Weiberregiment
Englischer Titel: Monstrous Regiment ist der einunddreißigste Scheibenwelt-Roman. Weiberregiment wurde 2003 publiziert. Ort der Handlung ist das Land Borograwien. Der Gefreiten Polly Perks und Feldwebel Jackrum obliegt es, den unsinnigen und bereits verlorenen Krieg zwischen Borograwien und all seinen Nachbarn zu beenden. Dass ihr Rekrutentrupp zu 90 Prozent aus Mädchen besteht, macht diese Aufgabe schwieriger, aber nicht unmöglich. Samuel Mumm und William de Worde mit seiner Times spielen Nebenrollen als passive Friedensstifter.

### Ein Hut voller Sterne
Englischer Titel: A Hat Full of Sky ist der zweiunddreißigste Scheibenwelt-Roman. Ein Hut voller Sterne wurde 2004 publiziert. Ort der Handlung ist Lancre. Ein Schwärmer, eine uralte bösartige Entität, nimmt Besitz von Tiffany Wehs Bewusstsein. Die inzwischen elfjährige Tiffany Weh muss schmerzlich erkennen, dass auch in ihrem grundsätzlich freundlichen Wesen ziemlich unsympathische Charakterzüge verborgen sind. Unter der scharfen Beobachtung von Oma Wetterwachs muss sie die Monstrosität wieder loswerden, was ihr schließlich auch gelingt. Es folgen noch drei weitere Tiffany-Weh-Romane: Der Winterschmied, Das Mitternachtskleid und Die Krone des Schäfers.

### Ab die Post
Englischer Titel: Going Postal ist der dreiunddreißigste Scheibenwelt-Roman. Ab die Post wurde 2004 publiziert. Ort der Handlung ist Ankh-Morpork. In Ab die Post muss Feucht von Lipwig, erstmals als handlungstragender Protagonist, das marode Postsystem der Stadt reorganisieren. Dabei trifft er auf Widerstände. Reacher Gilt, der Vorsitzende der Klackergesellschaft, trachtet dem Postminister nach dem Leben, lässt aber schließlich sein eigenes.

### Klonk!
Englischer Titel: Thud! ist der vierunddreißigste Scheibenwelt-Roman. Klonk! wurde 2005 publiziert. Orte der Handlung sind Ankh-Morpork und das Koomtal. In Klonk! hat Kommandeur Mumm fünf brutale Morde an Zwergen aufzuklären – gegen den Widerstand der Zwergengemeinde. Besonders die sogenannten Tiefener, eine Art zwergischer Ultras, haben etwas zu verbergen. Mit Hilfe von Herrn Schein, dem diamantenen König der Trolle, entdeckt Samuel Mumm im Koomtal ein friedensstiftendes Geheimnis.

### Der Winterschmied
Englischer Titel: Wintersmith ist der fünfunddreißigste Scheibenwelt-Roman. Der Winterschmied wurde 2006 publiziert. Ort der Handlung ist Lancre. Der Winterschmied gehört zu den Hexen-Geschichten. Die inzwischen dreizehnjährige Tiffany Weh tanzt gegen die Anweisung ihrer Ausbilderin Fräulein Verrat beim frühen Moriskentanz mit. Der Winterschmied verliebt sich in sie und nun hat Tiffany alle Mühe sich den neuen Verehrer vom Leibe zu halten. Vor allem will der Winter nicht mehr weichen, bis ihn Tiffany mit einem heißen Kuss zurück in die Unterwelt schickt. Es folgen noch zwei weitere Tiffany-Weh-Romane: Das Mitternachtskleid und Die Krone des Schäfers.

### Schöne Scheine
Englischer Titel: Making Money ist der sechsunddreißigste Scheibenwelt-Roman. Schöne Scheine wurde 2007 publiziert. Ort der Handlung ist Ankh-Morpork. In Schöne Scheine soll Feucht von Lipwig als handlungstragender Protagonist, der Ex-Betrüger und aktuelle Postminister, das Bankwesen der Stadt neu ordnen. Eine Herkulesaufgabe, wie sich herausstellt, vor allem, weil es die Familie Üppig gibt und den pedantischen Chefbuchhalter Herr Beuge. Die Erfindung des Papiergeldes und 4000 Golems, die Adora Belle Liebherz, Feuchts Freundin, in die Beziehung einbringt, zwingen diese Gegner in die Knie.

### Der Club der unsichtbaren Gelehrten
Englischer Titel: Unseen Academicals ist der siebenunddreißigste Scheibenwelt-Roman. Der Club der unsichtbaren Gelehrten wurde 2009 publiziert. Ort der Handlung ist Ankh-Morpork. Im Der Club der unsichtbaren Gelehrten spielen Mustrum Ridcully, der Erzkanzler, und Herr Nutt, der Ork, die handlungstragenden Rollen. Die beiden sind maßgeblich dafür verantwortlich, dass die Unsichtbare Universität wieder ein Fußballteam aufbieten kann. Ansonsten würde die Fakultät, wegen drohender, brutaler Finanzkürzungen, dem Hungertod anheimfallen. Außer Fußball bespielt das Buch aber noch etliche andere Themen, darunter: Mode und Models.

### Das Mitternachtskleid
Englischer Titel: I Shall Wear Midnight ist der achtunddreißigste Scheibenwelt-Roman. Das Mitternachtskleid wurde 2010 publiziert.
Ort der Handlung ist das Kreideland. Das Mitternachtskleid gehört zu den Hexen-Geschichten. Die Hauptlast der Geschichte trägt die nun fünfzehnjährigen Tiffany Weh, die inzwischen in ihrer Heimat dem harten Beruf der Hexe nachgeht. In Liebesdingen läuft einiges schief und die Schatten ihrer Vergangenheit holen sie ein und legen sich düster über das Land. Der Tückische, ein uraltes, körperloses Wesen, geboren aus Hass, Neid und Angst, wurde durch Tiffanys machtvollen Kuss für den Winterschmied erweckt. Nun muss sie ihn besiegen, was mit Hilfe ihres neuen Freundes Preston und der Wir-sind-die-Größten! auch gelingt.

### Steife Prise
Englischer Titel: Snuff ist der neununddreißigste Scheibenwelt-Roman. Steife Prise wurde 2011 publiziert. Ort der Handlung ist der käsedicksche Landsitz Crundells. Steife Prise gehört zu den Stadtwachengeschichten. Auch auf dem Lande trägt deshalb Kommandeur Mumm die Verantwortung für seine Familie und den Verlauf der Geschichte. Was eigentlich als Urlaub geplant war, bläst dem Kommandeur recht schnell als verbrecherisch Steife Prise ins Gesicht. Goblins, die ermordet und in die Sklaverei verschleppt werden, vergällen Samuel Mumm das Landleben. Schlussendlich aber fällt dabei ein echtes Hobby für Samuel Mumm ab, was nicht nur ihn überrascht.

### Toller Dampf voraus
Englischer Titel: Raising Steam ist der vierzigste Scheibenwelt-Roman. Die Handlung spielt zunächst weitgehend in Ankh-Morpork und Umgebung. Dick Simnel – der Sohn des Erfinders Ned Simnel, der in Alles Sense u. a. den ersten „Mäherunddrescher“ der Scheibenwelt konstruiert hatte, später aber offenbar einen tödlichen Unfall beim Experimentieren mit einem Dampfkessel hatte – sucht Sponsoren für die Umsetzung einer Erfindung, die primär aus einer Dampfmaschine auf Rädern besteht. Er stößt auf Interesse beim reichen Unternehmer Paul König, dem „König des goldenen Flusses“, in Ankh-Morpork, der ihn eine Versuchsstrecke seiner Eisenbahn bauen lässt, die schnell viele Schaulustige anzieht und – unvermeidlich in Ankh-Morpork – die Aufmerksamkeit von Lord Vetinari erweckt. Dieser setzt den ihm immer noch aus guten Gründen treu ergebenen Feucht von Lipwig darauf an, das Projekt in seinem Sinne zu beeinflussen. Schon bald werden Strecken ins Umland von Ankh-Morpork erbaut, das große Ziel heißt jedoch Überwald. Dort muss sich die Eisenbahn schließlich, noch bevor die Strecke vollendet ist, als politisches Instrument bei der Niederschlagung eines Aufstandes der Grags im Reich der Zwerge bewähren.

### Die Krone des Schäfers
Englischer Titel: The Shepherd's Crown (2015, posthum erschienen) ist der einundvierzigste Scheibenwelt-Roman und gilt als „Abschiedsroman“ Sir Terry Pratchetts.
Tiffany Weh ist nach dem Tod von Oma Wetterwachs die nicht vorhandene Oberhexe. Quasi als Showdown treten nochmals etliche andere bekannte Scheibenwelt-Figuren auf. Die in Kleine Freie Männer schon besiegten Elfen wittern Morgenluft und müssen erneut in die Schranken gewiesen werden.